# Kostarika
Kostarika (špansko [ˈkosta ˈrika]; dobesedno 'Bogata obala'), uradno Republika Kostarika (špansko República de Costa Rica) je obmorska država v Srednji Ameriki, ki na severu meji na Nikaragvo, na jugu na Panamo, na vzhodu na Karibsko morje, ter na zahodu na Tihi ocean ter na morsko mejo z Ekvadorjem južno od otoka Kokos.. V nasprotju z ostalimi državami te regije Kostariki uspeva vzdrževati stabilnost in demokracijo že več desetletij, država pa sploh nima vojske, le policijo.
Ima približno pet milijonov prebivalcev na površini 51.060 km². Ocenjuje se, da 333.980 ljudi živi v prestolnici in največjem mestu San José, okoli dva milijona ljudi pa v metropolitanskem območju.
Kostarika je bila naseljena z domorodnimi ljudstvi, preden je v 16. stoletju prišla pod špansko oblast. Ostala je obrobna kolonija imperija do osamosvojitve kot del Prvega mehiškega imperija, čemur je sledilo članstvo v Zvezni republiki Srednje Amerike, od katere je uradno razglasila neodvisnost leta 1847. Po kratki kostariški državljanski vojni leta 1948 je trajno leta 1949 ukinila svojo vojsko in tako postala ena od le redkih suverenih držav brez stalne vojske.
Država je bila dosledno ugodna glede na indeks človekovega razvoja (HDI), saj je bila leta 2022 na 58. mestu na svetu in peta v Latinski Ameriki. Program Združenih narodov za razvoj (UNDP) je tudi navedel, da je dosegla veliko višji človeški razvoj kot druge države z enakimi ravnmi dohodka, z boljšimi rezultati glede človeškega razvoja in neenakosti kot mediana regije. Dobro se obnese tudi v primerjavi demokratičnega upravljanja, svobode tiska, subjektivne sreče in trajnostnega blagostanja. Ima 8. najbolj svoboden tisk po indeksu svobode tiska, je 35. najbolj demokratična država po indeksu svobode v svetu in je 23. najsrečnejša država v 2023 World Happiness Report.

## Zgodovina

### Predkolumbovsko obdobje
Zgodovinarji so avtohtone prebivalce Kostarike razvrstili v vmesno območje, kjer se prekrivajo obrobja mezoameriške in andske avtohtone kulture. Nedavno je bila predkolumbovska Kostarika opisana tudi kot del istmo-kolumbijskega območja.
Kamnito orodje, najstarejši dokaz človeškega delovanja v Kostariki, je povezano s prihodom različnih skupin lovcev in nabiralcev okoli 10.000 do 7000 let pred našim štetjem v dolino Turrialba. Prisotnost suličnih konic in puščic tipa kulture Clovis iz Južne Amerike odpira možnost, da sta na tem območju soobstajali dve različni kulturi.
Kmetijstvo je postalo očitno pri populacijah, ki so živele v Kostariki pred približno 5000 leti. Pridelovali so predvsem gomoljnice in korenovke. V 1. in 2. tisočletju pr. n. št. so že obstajale naseljene kmetijske skupnosti. Te so bile majhne in razpršene, čeprav čas prehoda od lova in nabiralništva k poljedelstvu kot glavnemu preživetju na ozemlju še ni znan.
Najzgodnejša uporaba lončenine se pojavi okoli 2000 do 3000 pred našim štetjem. Najdeni so bili ostanki loncev, valjastih vaz, krožnikov, buč in drugih oblik vaz, okrašenih z utori, odtisi in nekaterimi po vzoru živali.[24]
Vpliv domorodnih ljudstev na sodobno kostariško kulturo je bil razmeroma majhen v primerjavi z drugimi narodi, saj v državi ni bilo močne avtohtone civilizacije. Večina domorodnega prebivalstva je bila absorbirana v špansko govorečo kolonialno družbo z medsebojnimi porokami, razen nekaterih majhnih ostankov, med katerimi sta najpomembnejša plemena Bribri in Boruca, ki še vedno naseljujeta gore Cordillera de Talamanca na jugovzhodu delu Kostarike, blizu meje s Panamo.

### Španska kolonizacija
Ime la costa rica, kar v španščini pomeni 'bogata obala', je po nekaterih poročilih prvi uporabil Krištof Kolumb, ki je med svojim zadnjim potovanjem leta 1502 priplul do vzhodnih obal Kostarike in poročal o ogromnih količinah zlatega nakita, ki so ga nosili domorodci. Ime morda izvira tudi od konkvistadorja Gila Gonzáleza Dávile, ki se je leta 1522 izkrcal na zahodni obali, naletel na domorodce in pridobil nekaj njihovega zlata, včasih z nasilno krajo in včasih kot darilo lokalnih voditeljev.
Večino kolonialnega obdobja je bila Kostarika najjužnejša provinca generalne kapitanije Gvatemale, nominalno del podkraljestva Nova Španija. V praksi je bila generalna kapitanija večinoma avtonomna entiteta znotraj Španskega imperija. Oddaljenost Kostarike od glavnega mesta kapitanije v Gvatemali, pravna prepoved trgovanja z njeno južno sosedo Panamo po merkantilistični španski zakonodaji, ki je bila takrat del podkraljevstva Nova Granada (sodobna Kolumbija) in pomanjkanje virov, kot sta zlato in srebro, je spremenil Kostariko v revno, izolirano in redko poseljeno regijo znotraj Španskega imperija. Kostariko je španski guverner leta 1719 opisal kot »najrevnejšo in najbolj nesrečno špansko kolonijo v vsej Ameriki«.
Drugi pomemben dejavnik za revščino Kostarike je bilo pomanjkanje znatnega števila domorodnega prebivalstva, ki bi bilo na voljo za encomiendo (prisilno delo), kar je pomenilo, da je večina kostariških naseljencev morala delati na svoji zemlji, kar je preprečilo ustanovitev velikih haciend (nasadov). Zaradi vseh teh razlogov španska krona Kostariko na splošno ni cenila in spregledala ter jo pustila, da se razvija sama. Verjame se, da so okoliščine v tem obdobju povzročile številne posebnosti, po katerih je Kostarika postala znana, hkrati pa so postavile temelje za razvoj Kostarike kot bolj enakopravne družbe kot ostale njene sosede. Kostarika je postala »podeželska demokracija« brez zatiranih mesticev ali staroselcev. Ni minilo dolgo, preden so se španski naseljenci obrnili v hribe, kjer so našli bogato vulkansko prst in milejše podnebje kot v nižinah.

### Neodvisnost
Tako kot preostali del Srednje Amerike se tudi Kostarika ni nikoli borila za neodvisnost od Španije. 15. septembra 1821 so oblasti v Gvatemali po dokončnem španskem porazu v mehiški osamosvojitveni vojni (1810–1821) razglasile neodvisnost celotne Srednje Amerike. Ta datum se v Kostariki še vedno praznuje kot dan neodvisnosti, čeprav sta Nikaragva in Kostarika tehnično gledano po španski ustavi iz leta 1812, ki je bila ponovno sprejeta leta 1820, postali avtonomni provinci s prestolnico León.
Ob osamosvojitvi so se kostariške oblasti soočile z vprašanjem uradne odločitve o prihodnosti države. Oblikovali sta se dve skupini, imperialisti, ki sta jih branili mesti Cartago in Heredia, ki sta bili naklonjeni pridružitvi Mehiškemu imperiju in republikanci, ki sta jih zastopali mesti San José in Alajuela, ki so branili popolno neodvisnost. Zaradi pomanjkanja soglasja o teh dveh možnih izidih je prišlo do prve državljanske vojne v Kostariki. Bitka pri Ochomogu je potekala na hribu Ochomogo, ki je v Osrednjem podolju leta 1823. Spopad so zmagali republikanci in posledično je mesto Cartago izgubilo status glavnega mesta, ki se je preselilo v San José.
Leta 1838, dolgo po tem, ko je Zvezna republika Srednja Amerika prenehala delovati v praksi, se je Kostarika uradno umaknila in razglasila za suvereno. Precejšnja razdalja in slabe komunikacijske poti med mestom Guatemala in Osrednjim podoljem, kjer je takrat in še vedno živi večina kostariškega prebivalstva, so pomenile, da lokalno prebivalstvo ni bilo zvesto zvezni vladi v Gvatemali. Od kolonialnih časov se Kostarika ni hotela gospodarsko povezati s preostalo Srednjo Ameriko. Tudi danes je Kostarika kljub prizadevanjem večine svojih sosed za večjo regionalno integracijo ostala bolj neodvisna.
Do leta 1849, ko je postal del Paname, je bil Chiriquí del Kostarike. Kostariški ponos je bil pomirjen zaradi izgube tega vzhodnega (ali južnega) ozemlja s pridobitvijo Guanacasteja na severu.

### Gospodarska rast v 19. stoletju
Kavovec so prvič zasadili v Kostariki leta 1808, in do leta 1820 je kot primarni izvoz presegla tobak, sladkor in kakav. Proizvodnja kave je ostala glavni vir bogastva Kostarike tudi v 20. stoletju, kar je ustvarilo bogat razred pridelovalcev, tako imenovane kavne barone. Prihodki so pomagali modernizirati državo.
Večina izvožene kave je bila pridelana okoli glavnih središč prebivalstva na osrednji planoti in nato prepeljana z volovsko vprego v pacifiško pristanišče Puntarenas, potem ko je bila leta 1846 zgrajena glavna cesta. Do sredine 1850-ih je bil glavni trg za kavo Britanija. Kmalu je razvoj učinkovite transportne poti od osrednje planote do Atlantskega oceana postal velika prioriteta. V ta namen je v 1870-ih kostariška vlada sklenila pogodbo z ameriškim poslovnežem Minorjem C. Keithom za izgradnjo železnice od San Joséja do karibskega pristanišča Limón. Kljub ogromnim težavam z gradnjo, boleznimi in financiranjem je bila železnica dokončana leta 1890.
Večina Afro-Kostaričanov izvira iz jamajških priseljencev, ki so delali pri gradnji te železnice in zdaj predstavljajo približno 3 % prebivalstva Kostarike. Pri gradnji so sodelovali tudi ameriški obsojenci, Italijani in kitajski priseljenci. V zameno za dokončanje železnice je kostariška vlada Keithu podelila velika zemljišča in zakup železniške proge, ki jo je uporabil za proizvodnjo banan in njihov izvoz v ZDA. Posledično so banane postale konkurenčne kavi kot glavni kostariški izvoz, medtem ko so korporacije v tuji lasti (vključno s podjetjem United Fruit Company pozneje) začele imeti pomembno vlogo v nacionalnem gospodarstvu in sčasoma postale simbol izkoriščevalskega izvoznega gospodarstva. Velik delovni spor med kmeti in podjetjem United Fruit Company (velika stavka banan) je bil pomemben dogodek v zgodovini države in je bil pomemben korak, ki je sčasoma pripeljal do oblikovanja učinkovitih sindikatov v Kostariki, saj je podjetje leta 1938 moral s svojimi delavci podpisati kolektivno pogodbo.

### 20. stoletje
Zgodovinsko gledano je Kostarika na splošno uživala večji mir in doslednejšo politično stabilnost kot mnoge druge latinskoameriške države. Od konca 19. stoletja pa je Kostarika doživela dve pomembni obdobji nasilja. V letih 1917–1919 je general Federico Tinoco Granados vladal kot vojaški diktator, dokler ni bil strmoglavljen in prisiljen v izgnanstvo. Nepriljubljenost Tinocojevega režima je po njegovem strmoglavljenju povzročila precejšen upad velikosti, bogastva in političnega vpliva kostariške vojske. Leta 1948 je José Figueres Ferrer vodil oboroženo vstajo po spornih predsedniških volitvah med Rafaelom Ángelom Calderónom Guardio (ki je bil predsednik med letoma 1940 in 1944) in Otiliom Ulate Blanco. Z več kot 2000 mrtvimi je bila 44-dnevna državljanska vojna v Kostariki najbolj krvav dogodek v Kostariki v 20. stoletju.
Zmagoviti uporniki so ustanovili vladno hunto, ki je v celoti odpravila vojsko in nadzorovala pripravo nove ustave s strani demokratično izvoljene skupščine. Po uveljavitvi teh reform je hunta 8. novembra 1949 oblast prenesla na Ulateja. Po državnem udaru je Figueres postal narodni heroj in leta 1953 zmagal na prvih demokratičnih volitvah v državi po novi ustavi. Od takrat je Kostarika imela 15 dodatne predsedniške volitve, zadnje leta 2022. Z neprekinjeno demokracijo, ki sega vsaj v leto 1948, je država najbolj stabilna v regiji.

## Geografija
Kostarika je na vzhodnem delu Srednje Amerike, ki leži med zemljepisno širino 8 ° in 12 ° S in dolžino 82 ° in 86 ° Z. Meji na Karibsko morje (na vzhodu) in na Tihi ocean (na zahodu) s skupno 1290 kilometri obale, 212 km na karibski strani in 1016 km na Pacifiku. Kostarika meji tudi na Nikaragvo na severu (309 km meje) in Panamo na jugovzhodu (330 km meje). Kostarika obsega skupaj 51.100 kvadratnih kilometrov in ima 589 kvadratnih kilometrov teritorialnih voda.
Po sredini države od severozahoda do jugovzhoda potekajo trije gorski hrbti: Cordillera de Guanacaste z najvišjim vrhom Miravalles (2020 m), v srednjem delu je Cordillera Central s sedmimi delujočimi ognjeniki (najvišji vulkan v državi je Irazú (3431 m) in znamenit Arenal (1633 m)), na jugovzhodu je Cordillera de Talamanca z najvišjim vrhom države Chirripo Grande (3819 m); je peti najvišji vrh v Srednji Ameriki. Na stičišču teh gorovij je Osrednje podolje (Valle Central, tudi Meseta Central), poselitveno in gospodarsko središče države. Največje jezero pa je jezero Arenal. V Kostariki je znanih 14 vulkanov, od katerih jih je bilo v zadnjih 75 letih aktivnih šest. Država je v zadnjem stoletju doživela tudi vsaj deset potresov magnitude 5,7 ali več (3 potrese magnitude 7,0 ali višje).
H Kostariki sodi tudi več otokov. Kokosov otok (Isla del Coco, 24 kvadratnih kilometrov) izstopa zaradi oddaljenosti od celinske zemlje, 480 kilometrov od Puntarenasa v Tihem oceanu, vendar je otok Calero največji otok v državi (151,6 kvadratnih kilometrov). Več kot 25 % nacionalnega ozemlja Kostarike varuje SINAC (nacionalni sistem ohranitvenih območij), ki nadzira vsa zaščitena območja v državi. Kostarika ima tudi največjo gostoto vrst na svetu.
Ker je Kostarika ozka država, razvodje poteka po sredini, zato so reke kratke in se strmo spuščajo na obe strani v morje. Najdaljša (190 km) je San Juan, iztok iz jezera Nikaragva.

### Podnebje
Podnebje je tropsko. Vendar ima država številne mikroklime, odvisno od višine, padavin, topografije in geografije vsake posamezne regije.
Sezone so določene s tem, koliko dežja pade v določenem obdobju. Leto lahko razdelimo na dve obdobji: sušno, ki ga prebivalci poznajo kot poletje (verano) in deževno sezono, ki je lokalno znana kot zima (invierno). Poletna ali sušna sezona traja od decembra do aprila, zimska ali deževna sezona pa od maja do novembra, kar skoraj sovpada s sezono orkanov v Atlantiku in v tem času v nekaterih regijah stalno dežuje.
Največ padavin je na območju Karibov na osrednjih gorah Kordiljere z letno količino padavin nad 5000 mm (v San Joséju pade letno v povprečju 1867 mm padavin, v Puerto Limón na karibski obali pa 3518 mm, kar je skoraj dvakrat toliko). Vlažnost je tudi višja na karibski strani kot na strani Pacifika. Srednja letna temperatura na obalnih nižinah je okoli 27 ° C, 20 ° C v glavnih naseljenih območjih Cordillere Central in pod 10 ° C na vrhu najvišjih gora.

### Rastlinstvo in živalstvo
Kostarika je dom številnih rastlin in živali. Medtem ko ima država le okoli 0,03 % svetovne kopenske površine, vsebuje 5 % svetovne biotske raznovrstnosti. Približno 25 % ozemlja države je v zaščitenih nacionalnih parkih in zavarovanih območjih, največji delež zaščitenih območij na svetu (povprečje v razvoju v 13 %, razvito svetovno povprečje 8 %). Kostarika je uspešno uspela zmanjšati krčenje gozdov od nekaterih najslabših stopenj na svetu od leta 1973 do leta 1989, na skoraj nič do leta 2005.
Eden od narodnih parkov, narodni park Corcovado, je mednarodno uveljavljen med ekologi zaradi svoje biotske raznovrstnosti (vključno z velikimi mačkami in tapirji), kjer lahko obiskovalci pričakujejo obilo divjadi. Corcovado je edini park v Kostariki, kjer je mogoče najti vse štiri vrste opic. Med njimi je navadna kapucinka (Cebus imitator), grivasti vriskač (Alouatta palliata), ogrožena opica Geoffroyeva brezpalčarka (Ateles geoffroyi) in srednjeameriška veveričja opisa (Saimiri oerstedii), ki je bila najdena le na pacifiški obali Kostarike in manjšem delu Paname in je bila ogroženo do leta 2008, ko je bil njen status nadgrajen v ranljiv. Krčenje gozdov, nezakonito trgovanje s hišnimi ljubljenčki in lov so glavni razlogi za njen ogroženi status.
Narodni park Tortuguero - ime Tortuguero lahko prevedemo kot 'polno želv' - je dom pajkov, opice vriskača in kapucinske; triprstega lenivca (Bradypus) in dvoprstnega lenivca (Choloepus), 320 vrst ptic in različnih plazilcev. Park je priznan za letno gnezdenje ogrožene orjaške črepahe (Chelonia mydas)in je najpomembnejše gnezdišče za to vrsto. V njem gnezdijo tudi ogromne usnjače (Dermochelys coriacea), prava kareta (Eretmochelys imbricata) in glavata kareta (Caretta caretta). V gozdnem rezervatu Reserva Biológica Bosque Nuboso Monteverde živi okoli 2000 rastlinskih vrst, vključno s številnimi orhidejami. V njem je več kot 400 vrst ptic in več kot 100 vrst sesalcev.
V Kostariki je bilo ugotovljenih več kot 840 vrst ptic. Kot v večjem delu Srednje Amerike, so ptičje vrste v Kostariki mešanica severno in južnoameriških vrst. S sadjem bogata drevesa v državi, med katerimi je veliko takih, ki rodijo celo leto, so izjemno pomembna za ptice, od katerih nekatere preživijo ob hrani, ki je sestavljena samo iz ene ali dveh vrst sadja. Med najbolj opaznimi ptičjimi vrstami v državi so: kvecal (Pharomachrus mocinno), svetlo rdeča ara (Ara macao), trikrpi zvonarček (Procnias tricarunculatus), golovrati dežnikar (cephalopterus glabricollis) in tukan (Ramphastos sulfuratus). Instituto Nacional de Biodiversidad lahko zbira licenčnine za biološka odkritja medicinskega pomena. Kostarika je središče biološke raznovrstnosti za plazilce in dvoživke, vključno z najhitrejšim tekočim kuščarjem na svetu, iguanom s trnjenjem (Ctenosaura similis).

## Prebivalstvo
Kostariko sestavlja 65,8 % belcev, 13,65 % mesticev, 9,03 % imigrantov, 6,72 % mulatov, 2,40 % ameriških staroselcev (Indijancev), 1,03 % črncev, 0,21 % Azijcev ter 0,88 % ostalih.
Med Kostaričani afriškega porekla je veliko potomcev priseljenih delavcev s področja zahodno afriških otokov, ki v večini govorijo angleško kreolščino. Kostarika ima najmanjši delež indianskega prebivalstva med srednje ameriškimi državami. Večina prebivalstva so potomci priseljencev iz Španije. Večina Indijancev, ki še živijo v državi, živijo odmaknjeni v skupinah na območju Cordillera de Talamanca, vendar so kljub odmaknjenosti zelo podvrženi asimilaciji.
Približno 60 % Kostaričanov živi v mestih. Dve tretjini od približno štirih milijonov jih živi v podnebno bolj prijaznem območju hribovitega dela države s stičiščem v centralni dolini ali Valle Central, kjer ležijo pomembnejša mesta kot na primer San José, Heredia, Cartago in Alajuela. Pomembnejši obmorski mesti sta Puerto Limón ob karibski obali in Puntarenas ob pacifiški obali. Liberia je gospodarsko središče severno zahodne regije Guanacaste in ima poleg San Joséja drugo mednarodno letališče v državi.

### Veroizpoved
Po najnovejši raziskavi veroizpovedi iz leta 2007, ki jo je izvedla Univerza Kostarike, živi v državi 70,5 % rimokatolikov, 13,8 % protestantov, 11,3 % brez religije ter 4,3 % pripadnikov drugih religij.

### Jezik
Uradni jezik je španščina, z nekaterimi kostariškimi posebnostmi. Na atlantski obali najdemo tudi angleščino in zelo razširjeno iz angleščine izpeljano kreolščino, ki ji je zelo podobna jamajška kreolščina (Jamaika Patois).
Španščina, kot jo govorijo v Kostariki, se nekoliko razlikuje od tiste v Španiji.
- Ni razlik med »vos«, »tú« in »usted«. Tako na primer voditelj kostariške verzije oddaje Kdo bo milijonar? Ignacio Santos v oddaji 8. septembra 2009 kandidate včasih nagovori z »usted«, včasih s »tú«/»vos«. Oblika osebnega zaimka »tú« po izreku večine kostariškega prebivalstva ne spada v tipične oblike nagovora v državi, čeprav se tudi uporablja. Za nagovor se navadno uporabi »usted«, medtem ko »vos« uporabljajo večinoma na območju Cartaga.
- Še posebej med moškimi (lahko se uporabi tudi za žensko) se v večini sliši nagovor »mae«, kar bi lahko primerjali s slovenskim »stari«. Velikokrat besedico »mae« uporabljajo tudi kot mašilo med pogovorom, kot v Sloveniji polglasniški e. To predstavlja eno izmed večjih posebnostih v kostariški španščini.
- »rr« ( na primer v besedah »rollo« ali »carretera«) se skoraj vedno izgovori kot močen poudarjen r. Tako se v večini izgovarja kadar imamo v besedi samo en r, se posebej kadar sledi n ali l, ali če je pred njim t. Takšna raba se na primer pojavi v besedah (»carne«, »otro«, »cuatro«, »pasarlo«).
- Za določitev določene točke v časovnem obdobju v Kostariki uporabljajo besedo »hasta«. Normalno se ta beseda uporablja za opis določenega časovnega obdobje. Primer: »Vuelvo de Nicoya hasta el martes« namesto »Vuelvo de Nicoya el martes«.
- Ob tem obstaja še veliko čisto svojih besed, katere se pojavljajo samo v Kostariki.[45]

## Turizem
Kostarika je najbolj obiskana država v srednjeameriški regiji z 2,9 milijona tujih obiskovalcev v letu 2016, kar je 10 % več kot leta 2015. Leta 2015 je bil turistični sektor odgovoren za 5,8 % BDP države ali 3,4 milijarde $. Leta 2016 je največ turistov prišlo iz ZDA, in sicer z 1.000.000 obiskovalci, sledi Evropa s 434.884 prihodi. Po podatkih Costa Rica Vacations, ko turisti prispejo v državo, jih 22 % odide v Tamarindo, 18 % v Arenal, 17 % gre skozi Liberijo (kjer je mednarodno letališče Daniel Oduber Quirós), 16 % v San José, glavno mesto države (čez mednarodno letališče Juan Santamaría), medtem ko 18 % izbere Manuel Antonio in 7 % Monteverde.
Do leta 2004 je turizem ustvarjal več prihodkov in deviz kot banane in kava skupaj. Leta 2016 so ocene Svetovnega sveta za potovanja in turizem pokazale neposredni prispevek k BDP v višini 5,1 % in 110.000 neposrednih delovnih mest v Kostariki; skupno število delovnih mest, posredno podprtih s turizmom, je bilo 271.000.
Kostarika, pionir ekoturizma, privablja številne turiste v svoje obsežne narodne parke in druga zavarovana območja. Pot Camino de Costa Rica podpira to, saj popotnikom omogoča, da se sprehodijo po državi od atlantske do pacifiške obale. V indeksu konkurenčnosti potovanj in turizma za leto 2011 je bila Kostarika leta 2011 na 44. mestu na svetu in na drugem mestu med državami Latinske Amerike za Mehiko. Do poročila za leto 2017 je država dosegla 38. mesto, rahlo za Panamo. Deset držav skupine Ethical Traveler na seznamu desetih najboljših etičnih destinacij na svetu za leto 2017 vključuje Kostariko. Država je med zmagovalci dosegla najvišjo oceno pri varovanju okolja. Kostarika je v devetdesetih letih prejšnjega stoletja začela obrniti krčenje gozdov in se usmerja k uporabi samo obnovljive energije.

### Naravne in kulturne znamenitosti
- Cartago, mesto v Osrednjem podolju ob vznožju ognjenika Irazú, ustanovljeno 1563, večkrat uničeno zaradi izbruhov in potresov;
- Narodni park Guanacaste (325 km²) obsega vse pokrajinske pasove od obale morja v Papagajskem zalivu, mangrov, edinega ohranjenega listopadnega tropskega gozda v Srednji Ameriki do meglenega gozda na pobočju ognjenika Orosi. Je del Unescove svetovne dediščine.[51]
- Narodni spomenik Guayabo je arheološko najdišče v bližini mesta Turrialba. Je skoraj v središču države na južnem pobočju vulkana Turrialba. Državni spomenik obsega približno 2,3 kvadratnega kilometra in je obdan z rastlinsko vegetacijo deževnega gozda, zaradi česar je izjemno živahno zelen zaradi velike količine padavin in bogate zemlje. Le majhen del tega je bil odkrit, izkopan in raziskan.[52]
- Kokosov otok je otok v Tihem oceanu približno 550 km jugozahodno od celine Kostarike. S površino približno 23,85 km² je otok bolj ali manj pravokotne oblike. Je najjužnejša točka geopolitične Severne Amerike, če so vključeni tudi necelinski otoki, in edina kopenska masa nad vodo na Kokosovi tektonski plošči. Celoten Kokosov otok je od leta 1978 razglašen za kostariški narodni park in nima stalnih prebivalcev razen čuvajev kostariškega parka. Kokosov otok, obdan z globokimi vodami s protitokovi, potapljači občudujejo zaradi populacije morskih psov kladvenic, raž, delfinov in drugih velikih morskih vrst. Zaradi edinstvene ekologije otoka in okoliških voda je narodni park Kokosov otok leta 1997 postal Unescov seznam svetovne dediščine.[53]
- Narodni park La Amistad je narodni park tudi v delu Paname. V gorovju Cordillera de Talamanca predstavlja tropski deževni gozd. Je tudi del Unescove svetovne dediščine pod naslovom Talamanca Range-La Amistad Reserves / La Amistad National Park.[54]
- San José je glavno mesto in gospodarsko središče na 1100 m nmv; Narodno gledališče, Muzej predkolumbovske zlatnine, Muzej žada, Narodni muzej.
- Narodni park Tortuguero v provinci Limón znotraj ohranitvenega območja Tortuguero v severovzhodnem delu države. Park ima veliko raznolikost biološke raznovrstnosti zaradi obstoja znotraj rezervata enajstih različnih habitatov, vključno z deževnim gozdom, gozdovi mangrov, močvirji, plažami in lagunami. Ker leži v tropskem podnebju, je zelo vlažno in prejme do 6400 mm dežja na leto. Je zaščiteno območje znotraj severovzhodnih karibskih mokrišč in je bil priznan v okviru Ramsarske konvencije 3. marca 1991 zaradi svoje bogate biološke raznovrstnosti in ekosistemov, ki podpirajo ogrožene rastlinske in živalske vrste.
- Narodni park vulkana Irazú je narodni park v osrednjem ohranitvenem območju Kostarike, ki obsega območje okoli vulkana Irazú v provinci Cartago, ki vključuje nekdanji gozdni rezervat Ruben Torres Rojas, ki se zdaj imenuje gozdni rezervat Prusia. Vulkan je še vedno aktiven. Park je kraj projekta pogozdovanja, da bi obnovili območje, ki so ga uničili izbruhi. Gozd je sestavljen iz iglavcev in drugih eksotičnih in avtohtonih vrst ter avtohtonega gozda, sestavljenega predvsem iz hrastov in jelše, ki varuje povodje reke Reventado. Jezero Crater Principal ima nenavadno zelenkasto rumeno barvo, ki jo povzročajo padavine, ki raztapljajo minerale vzdolž sten kraterjev.
- Narodni park vulkana Poas ima površino približno 65 kvadratnih kilometrov z vrhom na 2700 m. Park je pogosto zaprt za obiskovalce zaradi varnostnih ukrepov zaradi vodnih hlapov in emisij žveplove kisline ter pogostih izbruhov. Je v osrednjem ohranitvenem območju v provinci Alajuela blizu pacifiške obale Kostarike, ki obsega območje okoli vulkana Poás. Glavni krater je širok 290 metrov in je precej aktiven s pogostimi majhnimi izbruhi gejzirjev in lave, vendar so bili zadnji večji izbruhi v letih 1952–54. Še dva kraterja sestavljata dele parka, izumrli krater Von Frantzuis in krater Botos.